# Bronisław Korko
Bronisław Korko (ur. 5 sierpnia 1917 w Żaniekach, zm. 12 lutego 1968 w Gronowie Elbląskim) – strzelec Wojska Polskiego, obrońca Westerplatte, odznaczony Orderem Virtuti Militari.

## Życiorys
Był synem Karoliny i Kazimierza Korko.
Na Westerplatte przybył 7 sierpnia 1939 z Wileńszczyzny, gdzie stacjonował wraz ze swoim oddziałem. Po kapitulacji placówki trafił wraz z innymi obrońcami do niemieckiego obozu jenieckiego. Korko po wojnie nie zaangażował się w działalność byłych obrońców Westerplatte i nie brał udział w ich spotkaniach.

Po wojnie osiadł w Gronowie Elbląskim, do którego przyjechał w maju 1947 roku. 14 września tegoż roku zawarł związek małżeński z Kazimierą Lewandowską, posiadaczką 10,5-hektarowego gospodarstwa rolnego, specjalizującego się w hodowli bydła, w Gronowie.
Zmarł na posterunku MO w Gronowie Elbląskim w 1968. Po jego śmierci żona sprzedała gospodarstwo i przeniosła się do Łodzi. Nie mieli dzieci. Bronisław Korko został pochowany w Elblągu, na cmentarzu komunalnym przy ulicy Agrykola.